# Aenictus decolor
Aenictus decolor é uma espécie de formiga do gênero Aenictus.